# Xenotyphlops mocquardi
Xenotyphlops mocquardi là một loài rắn trong họ Typhlopidae. Loài này được Wallach, Mercurio & Andreone mô tả khoa học đầu tiên năm 2007.